# Сель-сюр-Урс
Сель-сюр-Урс (фр. Celles-sur-Ource) — коммуна во Франции, находится в регионе Шампань — Арденны. Департамент — Об. Входит в состав кантона Мюсси-сюр-Сен. Округ коммуны — Труа.
Код INSEE коммуны — 10070.
Коммуна расположена приблизительно в 175 км к юго-востоку от Парижа, в 100 км южнее Шалон-ан-Шампани, в 35 км к юго-востоку от Труа.

## Население
Население коммуны на 2008 год составляло 459 человек.
| 1962 | 1968 | 1975 | 1982 | 1990 | 1999 | 2008 |
| ---- | ---- | ---- | ---- | ---- | ---- | ---- |
| 494  | 525  | 531  | 505  | 485  | 455  | 459  |

## Администрация
| Период | Период | Фамилия        | Партия | Примечания |
| ------ | ------ | -------------- | ------ | ---------- |
| 1995   | 2008   | Мишель Фюрдина |        |            |
| 2008   |        | Венсан Дело    |        |            |

## Экономика
В 2007 году среди 278 человек в трудоспособном возрасте (15—64 лет) 210 были экономически активными, 68 — неактивными (показатель активности — 75,5 %, в 1999 году было 80,1 %). Из 210 активных работали 204 человека (113 мужчин и 91 женщина), безработных было 6 (2 мужчины и 4 женщины). Среди 68 неактивных 21 человек были учениками или студентами, 21 — пенсионерами, 26 были неактивными по другим причинам.